# Cuccioli per i bastardi di Pizzofalcone
Cuccioli per i bastardi di Pizzofalcone è un romanzo giallo dello scrittore italiano Maurizio De Giovanni del 2015.
Il romanzo è il quarto tra quelli ambientati nel commissariato di Pizzofalcone, ma il quinto con protagonista l'ispettore Giuseppe Lojacono.

## Trama
Il commissariato di polizia di Pizzofalcone è allo sbando, quattro agenti implicati nel traffico di droga sono stati incarcerati e sono stati sostituiti dagli "scarti" di altri uffici.
Il nuovo commissario è Luigi Palma, quarantenne con l'interesse esclusivo per il lavoro, incaricato di avviare le pratiche per la chiusura del commissariato.
Giuseppe Lojacono, allontanato ingiustamente dalla sua Sicilia, è il più brillante tra gli ispettori anche se la sua condizione sentimentale è deprimente. Francesco Romano e la giovane agente Alessandra Di Nardo sono stati trasferiti a causa dei loro modi troppo rudi, mentre al raccomandato Marco Aragona è data l'ultima possibilità di restare in polizia.
Della vecchia squadra di Pizzofalcone restano solo l’anziano Giorgio Pisanelli e la quarantenne Ottavia Calabrese, ciascuno con seri problemi familiari. Un gruppo accomunato dal fatto di non avere niente da perdere.
L’agente Francesco Romano trova vicino ai bidoni della spazzatura del commissariato una neonata, il difficile periodo familiare che lo sta travolgendo lo fa attaccare alla bambina che forse non sopravviverà.
È l’anziano Giorgio Pisanelli a trovare le prime labili tracce della madre che ha abbandonato la piccola; un po' la fortuna del malmesso commissariato, un po' la tenacia di Lojacono permetteranno alle indagini una svolta.

## Edizioni
- Maurizio De Giovanni, Cuccioli per i bastardi di Pizzofalcone, Stile Libero Big, Einaudi, 2015,  p. 328, ISBN 978-88-06-22230-7.